# Palacio de Correos de Rosario

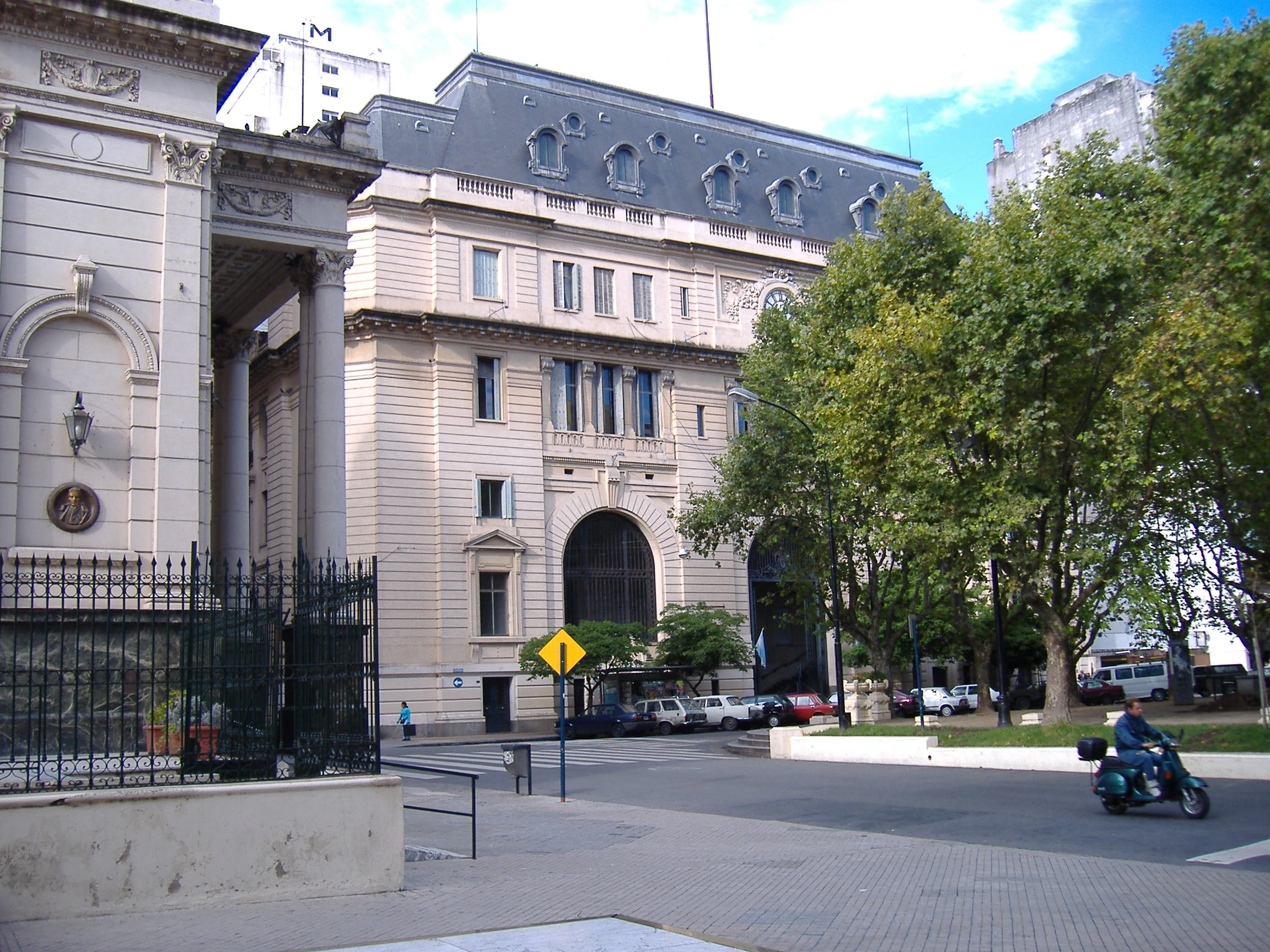
Palacio de Correos visto desde el Pasaje Juramento.

El Palacio de Correos de Rosario es el edificio de la oficina central del correo oficial de Argentina en dicha ciudad, donde es conocido como «Correo Central». El edificio fue declarado Monumento Histórico Nacional en 1997 y se encuentra frente a la Plaza 25 de Mayo, sobre la esquina diagonal a la Catedral.
Fue construido entre los años 1929 y 1938 por la Dirección Nacional de Arquitectura del entonces Ministerio de Obras Públicas de la Nación.

## Historia
El primer Palacio de Correos comenzó a levantarse en 1929 en el mismo lugar donde anteriormente estuvo emplazada la Jefatura de Policía de Rosario. El edificio original fue diseñado por Ángel Guido (el mismo que años más tarde diseñara junto a Alejandro Bustillo el Monumento Nacional a la Bandera) como una torre de 80 m de altura.
El edificio original, conocido posteriormente como la Torre de Guido, quedó sólo en el esqueleto metálico ya que, en 1930, apenas producido el golpe de Estado del 6 de septiembre, se ordenó la paralización de las obras.
La detención de la obra llevó a que diversas personalidades y organizaciones buscaran medios para evitar la destrucción del edificio. Entre las organizaciones que hicieron esfuerzos para salvar la torre están el diario La Capital, la Bolsa de Comercio, la Federación Gremial del Comercio y la Industria. El intendente de entonces Esteban Morcillo viajó a Buenos Aires a pedir que no demolieran la torre.
La construcción estuvo detenida hasta agosto de 1933, fecha en que el mismo Ministerio de Obras Públicas que años antes y en democracia había aprobado el proyecto, dio la orden de demolerla, con argumentos presupuestarios. Las tareas de demolición finalizaron en mayo del año siguiente.
La nueva obra, perteneciente al academicismo francés y revestida en símil piedra París, es un diseño presentado por el Ministerio de Obras Públicas de la Nación en año 1933, ejecutado por la firma Arroyo y Spiller en 1934, e inaugurado en 1938. Un año después, el 16 de noviembre de 1939 se le anexó una biblioteca pública especializada que aun hoy funciona.
En la actualidad el edificio está dividido en dos cuerpos, el primero destinado a la atención del público y al museo, que exhibe balanzas, antiguos sellos y objetos pertenecientes a la historia del correo que estuvieron en uso en el lugar; el segundo es utilizado para funcionamiento interno,  posee algunas dependencias y oficinas de la Municipalidad de Rosario.

## Hipótesis de la causa de demolición
Existen dos hipótesis de las razones por las que se demolió la torre: una habla de un problema político-ideológico en el que se decía que la Iglesia no quería un edificio más alto que la Catedral. La otra es la teoría de que el edificio del Correo de Rosario no podía ser más alto que el de Buenos Aires. Ninguno de los dos argumentos están registrados por escrito y sólo forman parte de la historia oral de la ciudad.

## La torre de Guido
Después de varios años de investigación, el 13 de mayo de 2010, en el Cine El Cairo se estrenó el documental «La Torre de Guido» creado por Sonia Helman y con producción ejecutiva de Ricardo Gallo. En él se cuenta la historia del edificio diseñado por Guido a través de entrevistas de diversos investigadores e historiadores de Rosario.